# Aplanetism
Aplanetismul este o proprietate a unui sistem optic de a forma o imagine plană, perpendiculară pe axa optică, a unui obiect plan, perpendicular pe axă.
Pentru fasciculele paraxiale această condiție este, în general, îndeplinită, dar în cazul unor fascicule largi nu este realizată întotdeauna, chiar dacă sistemul este corectat pentru aberația de sfericitate.
Este necesar ca mărirea liniară să rămână constantă pentru orice punct al obiectului plan perpendicular pe axă și pentru orice înclinare a fasciculului care formează imaginea.
Condiția de aplanetism poate fi exprimată matematic prin condiția Abbe a sinusurilor.